# Juan I (obispo de Oviedo)
Juan González, conocido como Juan I, fue obispo de Oviedo entre los años 1189 y 1206. Este prelado tuvo litigios con los de Palencia y Zamora acerca de la jurisdicción sobre ciertas iglesias y monasterios o territorios. Con el de Palencia se trataba de una jurisdicción territorial que fue fallada en su favor mediante el Capítulo segundo de Olim titulado De restitutione spoliarum. El motivo del litigio con el obispo de Orense era la jurisdicción sobre el Monasterio de Celanova, que también ganó al fallar en su favor el decreto Cum super... De sententia et re judicata.
Cuando se constituyeron las Cortes en Salamanca en el año 1201 para celebrar sus sesiones, el rey donó a la iglesia de Oviedo algunas en las zonas de Valdecarzana, Teverga y en otros lugares más. El rey Alfonso IX y su esposa Berenguela estuvieron en Oviedo en los años 1214, 1221 y 1225 y en ellos donaron al obispo y a su catedral la Iglesia de Sabugo de Avilés «con el quinto de sus funerarias y calúmnias (multas)».
Por otra parte, este prelado recibió del papa un encargo de difícil gestión y que ya habían rechazado otros prelados: se trataba de convencer al rey Alfonso IX de que estaba en la obligación de separarse de doña Berenguela con la que se había casado sin tener la preceptiva dispensa del impedimento que los ligaba. Para dar buen ejemplo a los demás y por honra suya, los reyes decidieron separarse, cosa que en buena parte se debió al buen mediar del prelado ovetense. De este pontificado data el hermanamiento que tienen las iglesias de Toledo y Oviedo.
| Predecesor: Menendo I | Obispo de Oviedo 1189 - 1206 | Sucesor: Rodrigo II |